# Ричард Прајор
Ричард Френклин Ленокс Томас Прајор (енгл. Richard Pryor; Пиорија 1. 12. 1940. – Енсино 10. 12. 2005) био је амерички комичар, глумац, сценариста, продуцент и писац, према анкети америчке ТВ-куће Комеди сентрал (енгл. Comedy Central) из 2004. године највећи стендап комичар свих времена.

## Биографија
Ричард Прајор се родио 1. децембра 1940. у граду Пиорија, око 300 km од Чикага. Мајка му је била проститутка, отац сводник, а место рођења бабин бордел. Према сопственом признању, као дечака напаствовали су га комшија (сусед) и свештеник. Како га је мајка рано напустила, одгајала га је баба.
Избачен је из школе у 14. години, након чега је почео да ради разне повремене послове. Свирао је бубњеве по ноћним клубовима.
И након што је постао познат и популаран, никад се није либио да користи вулгаризме и да отворено говори о разним контроверзним темама, најчешће расизму. Каријера му је трајала од 1964. до 1997. године, глумио је у бројним филмовима и на телевизији, у око 45 улога. Био је узор низу данас више или мање успешних комичара. Такође је познат по сарадњи са комичарем Џином Вајлдером.
Прајор се женио седам пута са пет различитих жена, a имаo je седморо деце (брачне и ванбрачне). Био је зависник од дрога и алкохола, а 1991. је објавио да болује од мултипле склерозе. Болест је тако брзо напредовала да је доспео у инвалидска колица.
Умро је 10. децембра 2005. од срчаног удара у 65. години у свом дому у Лос Анђелесу (насеље Енсино).